# Simulium guianense
Simulium guianense är en tvåvingeart som beskrevs av Keith A.J. Wise 1911. Simulium guianense ingår i släktet Simulium och familjen knott. Inga underarter finns listade i Catalogue of Life.